# Pozůstalostní řízení
Pozůstalostní řízení či přesněji řízení o pozůstalosti (dříve dědické řízení; slovensky dedičské konanie, německy das Erbschaftsverfahren, francouzsky procédure successorale, anglicky inheritance procedure) je jedním z druhů nesporných občanskoprávních řízení. Účelem pozůstalostního řízení je zejména autoritativní rozhodnutí o právních nástupcích zůstavitele, tj. dědicích. Na rozdíl od ostatních občanskoprávních řízení je neveřejné.
Typickým znakem dědického řízení v právních úpravách států střední Evropy je provádění dědického řízení zcela nebo zčásti notáři jako soudními komisaři. Naopak v angloamerickém právním systému se zvláštní řízení o dědictví neprovádí, významnou úlohu má trustee (vykonavatel závěti), jehož k vypořádání pozůstalosti opravňuje příslušný dokument (grant of probate v případě dědění ze závěti nebo letters of administration v případě dědění ze zákona nebo není-li v závěti vykonavatel určen). V České republice pozůstalostní řízení upravuje zákon o zvláštních řízeních soudních (§ 98–288a).

## Průběh pozůstalostního řízení v Česku

### Zahájení řízení
K zahájení dědického řízení je potřeba oznámit smrt fyzické osoby. Tuto oznamovací povinnost má příslušný matriční úřad. Stejně tak může smrt ohlásit Policie ČR, pokud byla fyzická osoba v době smrti v zdravotnickém zařízení či domově pro seniory. Ve chvíli, kdy se soud dozví o smrti fyzické osoby, je jeho povinností zahájit dědické řízení.
Soud může také řízení zahájit na návrh jiné osoby a to osoby, která může být dědicem. Návrh na zahájení řízení potom musí obsahovat jméno, příjmení, bydliště účastníků, označení majetku, označení soudu, kterému je návrh adresován. Zahájení na návrh bývá obvyklé, zejména pokud se jedná o dědictví, jehož majitel žil a zemřel v jiné zemi. Řízení bývá zpravidla zahájeno dnem, kdy návrh došel k soudu.

### Předběžná šetření
Během předběžného šetření je zapotřebí upřesnit okruh lidí, kteří se budou dědického řízení účastnit a majetku, o kterém se bude během řízení jednat. Soud si zjistí základní informace o zůstaviteli a jeho jmění, dědicích a dalších účastnících řízení (vykonavatele závěti, správci pozůstalosti a dalších).

### Soupis pozůstalosti
O soupisu pozůstalosti rozhoduje soud. Může ho nahradit seznamem pozůstalostního majetku. Tento seznam vyhotovuje správce pozůstalosti a potvrzují ho všichni dědicové. Správce pozůstalosti povolává zůstavitel, ten také určuje, jaké bude mít správce povinnosti; pro toto právní jednání je vyžadována forma veřejné listiny. Správce může kdykoliv funkci odmítnout a odstoupit od ní.
Soupis pozůstalosti se zapisuje do protokolu o soupisu pozůstalosti. Musí obsahovat, kdo byl u soupisu přítomen, zda měli přítomní dotazy či připomínky, dále o jakém majetku se jedná, kde se nachází. Majetek musí být dobře popsán, aby následně nemohlo dojít k jeho záměně. Osoby, které mají právo být přítomny při soupisu a vystupovat s připomínkami a dotazy k soupisu, jsou o místě a době soupisu vyrozuměny nejméně patnáct dnů dopředu. Pokud by bylo ohroženo včasné provedení soupisu, nemusí být všechny osoby kontaktovány. Je zapotřebí pouze dvou svědků. Svědci musí být svéprávní, nemohou jimi být zaměstnanci notáře, který je v případu aktivní a musí být schopni číst a psát.

### Cena pozůstalosti
Jedná se o cenu majetku – aktiv (všechen majetek, který zůstavitel vlastnil v době své smrti) a o výši dluhů – pasiv, které po zůstaviteli zbyly. Při cenách pozůstalosti soud vychází ze soupisu pozůstalosti, seznamu pozůstalostního majetku nebo na základě společného prohlášení dědiců. Pro ocenění majetku je důležité, v jakém stavu byl v době smrti zůstavitele.

### Projednání dědictví
Toto jednání bývá neveřejné. Nařizuje ho soud a ten předvolává účastníky. Tedy dědice, vykonavatele závěti a další osoby, jejichž účast je třeba. Jednání se nemusí konat, pokud existuje pouze jediný dědic. Tento dědic potom souhlasí se soupisem majetku nebo seznamem pozůstalosti. Nebo pokud nedědí žádný dědic a pozůstalost má připadnout státu (tzv. odúmrť).

### Rozhodnutí o dědictví
Aby mohlo dojít k rozhodnutí o dědictví je zapotřebí, aby bylo stanoveno, kdo je dědicem, a zda byly splněny všechny zákonné požadavky. Soud rozhodnutí vydá s účinností ke dni, kdy dědické právo vzniklo. V rozhodnutí musí být uveden důvod, k jakému rozdělení dědictví došlo. Jestli byla uplatněna výhrada soupisu, zda byla nařízená dědická posloupnost, a kdo byl určen jako dědic. V tuto chvíli je řízení o dědictví ukončeno.